# MacOS Sierra
macOS Sierra (version 10.12) est la treizième version du système d’exploitation macOS d'Apple pour les ordinateurs Macintosh. Cette version est disponible depuis le 20 septembre 2016, après avoir été présentée lors de la WWDC 2016 qui s'est tenue le 13 juin de la même année. Son successeur est macOS High Sierra, qui a été rendu disponible en version finale à l'automne 2017.
Le nom « macOS » remplace la précédente dénomination du système d’exploitation qui était « OS X » depuis la version 10.7 Lion, lui-même successeur de la dénomination « Mac OS X ». D'après la keynote d'Apple organisé dans le cadre de la WWDC 2016, ce nouveau nom est choisi pour permettre une cohérence stylistique et orthographique avec les noms des autres systèmes d'exploitation des autres plates-formes d'Apple : iOS, watchOS et tvOS. Cependant, cela rompt avec le fait que le nom « Mac OS X » a été choisi à l'époque car, d'une part, la première version succédait à Mac OS 9, et X correspond au 10 en chiffre romain, et d'autre part pour appuyer l'intégration d'UNIX dans Mac OS, le "X" faisant référence à UNIX.
La sierra Nevada est une chaîne de montagnes élevées à l'est de la Californie, ce qui s'inscrit dans la logique de la dénomination des différentes versions d'OS X, depuis la version 10.9 Mavericks, par des lieux géographiques de la Californie.

## Configuration requise
macOS Sierra requiert au minimum 2 Go de mémoire RAM, 8,8 Go de stockage et un processeur à jeu d'instructions SSE4 pour tourner sur :
- iMac : fin-2009 ou supérieur ;
- MacBook : fin-2009 ou supérieur ;
- MacBook Pro : mi-2010 ou supérieur ;
- MacBook Air : fin-2010 ou supérieur ;
- Mac mini : mi-2010 ou supérieur ;
- Mac Pro : mi-2010 ou supérieur.

Sierra est la première version de macOS depuis OS X Mountain Lion, sortie en 2012, avec laquelle certains ordinateurs de la gamme Apple ne sont plus compatibles. Cependant, des développeurs ont créé des solutions de contournement pour installer macOS Sierra sur certains ordinateurs Mac qui ne sont plus pris en charge officiellement,.

## Nouveautés majeures
- APFS : nouveau système de fichiers 64 bits présenté lors de la WWDC 2016 qui remplacera HFS+. Ce système de fichier plus moderne est celui par défaut d'iOS 10.3. Il est plus adapté aux disques SSD et assez proche du ZFS dans sa philosophie. Il offre de meilleures performances en termes de copie et de gestion des fichiers, un système de sauvegarde moderne que ce soit pour les documents ou les volumes. En résumé, voici la liste des avantages par rapport à HFS+ :
  - Un adressage mémoire en 64 bits, qui permet de gérer une très grande quantité de fichiers (263 allocations de blocs de fichiers par volume).
  - Un horodatage en nanoseconde, idéal pour assurer la synchronisation des données entre des serveurs.
  - Le support du clonage de fichier ou dossier (un clone est une copie des références et des métadonnées (droit d’accès, type…) des données d’origine. Seuls les blocs qui ont été changés sont remplacés par les nouveaux).
  - Les snapshots et le versioning des fichiers grâce au stockage de plusieurs révisions d'un même document, sans que cela n’ait d'impact significatif sur l'espace de stockage.
  - Le chiffrement des données et des métadonnées via des clés séparées, à l'échelle d'un disque complet.
  - Le space sharing qui intègre des volumes dans un conteneur qui ajuste dynamiquement l'espace physique disponible entre plusieurs volumes logiques.
  - Un mécanisme de copie sur écriture, qui assure qu'un fichier soit toujours correctement enregistré.
  - La disparition de la journalisation, ce qui économise des écritures inutiles.
- Presse-papier universel : Copier/Coller d’un appareil à un autre.
- Déverrouillage automatique : Utiliser l'Apple Watch pour déverrouiller un Mac sans mot de passe.
- Arrivée de Siri et d'Apple Pay sur Mac.